# Cabrach
Cabrach är en by i Moray, Skottland. Byn är belägen 11 km 
från Rhynie. Orten hade 2018 69 invånare.